# Корумбаиба
Корумбаиба (порт. Corumbaíba) — муниципалитет в Бразилии, входит в штат Гояс. Составная часть мезорегиона Юг штата Гойас. Входит в экономико-статистический микрорегион Каталан. Население составляет 7487 человек на 2006 год. Занимает площадь 1881,712 км². Плотность населения — 4,0 чел./км².
Праздник города — 28 мая.

## Статистика
- Валовой внутренний продукт на 2004 год составляет 129 590 000,00 реалов (данные: Бразильский институт географии и статистики).
- Валовой внутренний продукт на душу населения на 2004 год составляет 17 916,00 реалов (данные: Бразильский институт географии и статистики).
- Индекс развития человеческого потенциала на 2000 год составляет 0,767 (данные: Программа развития ООН).